# Caucus de Iowa

Ubicación del estado de Iowa.

El Caucus de Iowa o asamblea partidista es un evento electoral en el que los residentes del estado de Iowa (EE.UU.) se reúnen en asambleas electorales en los 1681 recintos de Iowa y eligen delegados a las convenciones del condado correspondientes. Hay 99 condados en Iowa, y por lo tanto 99 convenciones. Estas convenciones de condado entonces seleccionan delegados para ambas elecciones: Convención de Congreso y Convención Estatal, en el cual finalmente escogen los delegados para la convención nominadora a elecciones presidenciales.
El Caucus de Iowa es digno de mención por la cantidad de atención que los medios de comunicación le dan durante años en las elecciones presidenciales. Desde 1972, la asamblea de Iowa ha sido el acontecimiento electoral más importante del proceso de nominación para elegir al Presidente de los Estados Unidos. A pesar de que sólo aproximadamente 1% de los delegados de la nación están escogidos por esta convención estatal (asignó 25 delegados Republicanos en 2012, respectivamente), sirve como una indicación anticipada de cual candidato presidencial podrían ganar el nombramiento de su partido político en la convención nacional de aquel partido, y cuál podría quedar fuera por falta de apoyo.
En 2016, el caucus de Iowa para el Partido Demócrata y el Partido Republicano se celebró el lunes 1 de febrero.

## Proceso

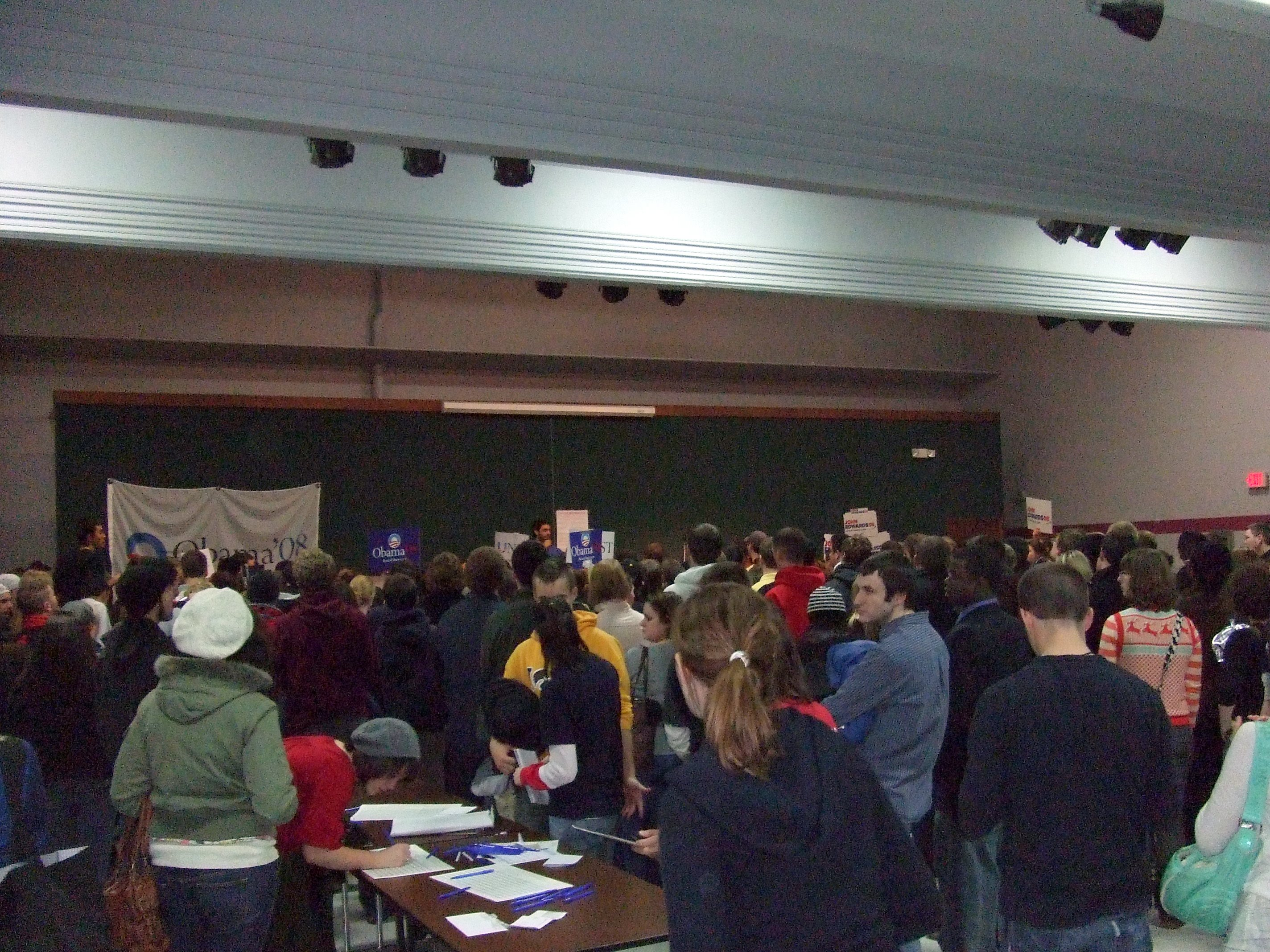
la asamblea democrática en Ciudad de Iowa, Iowa en el 2008

El Iowa Caucus opera de manera muy diferente de la elección primaria más común utilizada por el resto de estados de EE.UU. El caucus es generalmente definido como «reunión de vecinos». Más que ir a encuestas e introducir papeletas, los habitantes se reúnen en centros comunitarios y casas particulares, en un total de 1,682 recintos. Típicamente, estas reuniones ocurren en escuelas, iglesias, bibliotecas públicas e incluso casas particulares. Los caucus se celebran cada dos años, pero los que reciben la atención nacional es la elección presidencial cada cuatro años. Además de las votaciones y las elecciones primarias presidenciales, los participantes en los caucus inician el proceso para introducir resoluciones legislativas.
Cambios recientes al Partido Republicano de Iowa ahora hacer los resultados del caucus proporcionales que atan los delegados de Iowa a la convención nacional.[cita requerida]
Los Republicanos y Demócratas cada uno controla su propio de caucus, con sus propias reglas particulares que cambian de vez en cuando. Los participantes en cada partido tiene que ser registrado con aquel partido. Los participantes pueden cambiar su inscripción en el propio caucus. Además, los menores de 17 puede participar, a pesar de que la edad electoral normal en los Estados Unidos es de 18 años. Los observadores atienden a los participantes, mientras no devienen activamente en el debate ni votan en el proceso. Por ejemplo, miembros de los medios de comunicación y personal de campaña además de los voluntarios atienden muchos de los caucus cerrados. Los jóvenes que no podrán participar en la fecha del caucus, también puede atender como observadores y pueden participar como voluntarios para atender la convención de condado como delegados de juventud.

### Proceso del Partido Demócrata
El proceso utilizado por los Demócratas es más complejo que el del Partido Republicano. Cada caucus divide sus asientos de delegado entre los candidatos en proporción a los votos de los participantes. Los participantes indican su apoyo a un candidato particular al estar en un área designada del caucus (formando un grupo de preferencia). Un área también puede ser designada para participantes indecisos. Entonces, durante aproximadamente 30 minutos, los participantes intentan convencer sus vecinos para que apoyen a sus candidatos. Cada grupo de preferencia puede informalmente delegar en unos cuantos miembros de su grupo para intentar reclutar miembros de los otros grupos y, en particular, de entre aquellos indecisos. Los participantes indecisos podrían visitar cada grupo de preferencia para preguntar a sus miembros sobre su candidato.
Después de 30 minutos, el proceso de elección es temporalmente parado y los seguidores de cada candidato son contados. Al llegar a este punto, los oficiales del caucus determinan qué candidatos son viables. Dependiendo del número de delegados de condado que van a ser elegidos, la viabilidad se sitúa en el umbral del 15% de seguidores. Para que un candidato pueda recibir cualquier número de delegados de un particulares caucus, él o ella tienen que tener el soporte de al menos el porcentaje de participantes requerido por el umbral de viabilidad. Una vez este umbral está determinado, los participantes tienen aproximadamente otros 30 minutos de debate: los seguidores de los candidatos inviables pueden encontrar un candidato viable al que apoyar, pueden también unirse junto con seguidores de otros candidatos inviables para asegurar un delegado para uno del dos eliminados, o escoger abstenerse. Esto supone es una distinción crucial de los caucus con respecto a las primarias, siendo el segundo candidato de un votante del caucus al que puede ayudar.
Cuándo la votación está cerrada, se realiza un recuento del resultado final, y cada caucus reparte delegados para la convención de condado. Estos recogen la información y la pasan al partido estatal, el cual cuenta el número total de delegados para cada candidato e informa de los resultados a los medios de comunicación. La mayoría de los participantes se va a casa, dejando unos cuantos para acabar el trabajo del caucus: cada grupo de preferencia elige a sus delegados, y entonces los grupos debaten para elegir agentes de partido local y hablar sobre la plataforma.Los delegados escogidos por el caucus entonces van a un más tardío caucus, la convención de condado, para escoger delegados a la convención de distrito y convención estatal. La mayoría de los delegados a la Convención Nacional Demócrata están seleccionados en la convención de distrito, con los restantes seleccionados en la convención estatal. Delegados de cada nivel de la convención están inicialmente atados para apoyar a su candidato escogido pero pueden más tarde cambiar en un proceso muy similar al qué continúa en el caucus; aun así, cambios tan importantes en el apoyo de los delegado son raros, los medios de comunicación declaran el candidato con más delegados en los caucus como ganador, y los caucus más tardíos reciben relativamente poca atención.

### Proceso del Partido Republicano
Para los Republicanos, el Iowa Caucus anteriormente seguido (y no tendría que ser confundido con) la Encuesta de Paja del Iowa en agosto del año de preceder. Fuera de la seis Encuesta de Paja iteraciones, el ganador de la Encuesta de Paja falló para ganar el Iowa caucuses tres tiempo, en 1987, 2007, y 2011. En junio de 2015 el partido anunció que la Encuesta de Paja ya no tendría lugar.
El proceso de seleccionar delegados de Iowa a la Convención Nacional Republicana con anterioridad al 2016 ciclo de elección empezado con selección de delegados a las convenciones de condado, el cual en girar afectado los delegados eligieron a convenciones de distrito quién también servido como delegados a la convención estatal donde los delegados estuvieron escogidos para la convención nacional.
Esto procesa organizadores de candidato premiado que no sólo conseguía seguidores al caucus sitios pero también conseguía seguidores dispuestos de servir tan delegados a convenciones de condado y dispuestos de votar para otro delega quién apoyado un candidato concreto. En 2012, este proceso resultado en seguidores de Paul del Ron que dominan la delegación de Iowa a la Convención Nacional Republicana, habiendo 22 de los 28 delegados de Iowa, con Mitt Romney consiguiendo los otros seis delegados.
Porque los delegados eligieron en el caucuses no necesitó para declarar una preferencia de candidato, los medios de comunicación no tuvieron una manera objetiva de determinar el éxito de candidatos individuales en el caucuses. Los medios de comunicación centrados en la papeleta secreta que encuesta conducido en el caucus sitios y generalmente ha referido a esta encuesta no obligatoria como el caucus. Había irregularidades en el 2012 caucus el sitio que encuesta resultados, incluyendo el hecho que ocho precinct los resultados fueron perder y nunca fue contó.
Debido a las irregularidades en el proceso y el hecho que los totales informaron a los medios de comunicación eran no relacionados al proceso de selección del delegado, ha habido cambios en ambos qué el caucus sitio la papeleta secreta que encuesta está enviado a sede de partido estatal y en cómo delegados de Iowa a la convención nacional están requeridos para votar.
Empezando en 2016, el caucus el sitio que vota que era anteriormente una encuesta no obligatoria deviene el método obligatorio de seleccionar delegados. Actuando de acuerdo con un mandato del Comité Nacional Republicano, los delegados están atados para votar para candidatos en proporción a los votos lanzados para cada candidato en el caucus sitios.
Charlie Szold, director de comunicaciones para el Partido Republicano de Iowa, dicho, “ hemos partnered con Microsoft y ellos nos han construido una aplicación especial que deja nuestro precinct capitanes para informar dato deprisa. Pueden hacer que ahí mismo en sus teléfonos listos o las pastillas o los ordenadores y ellos lo pueden hacer muy con exactitud porque puedes ver el número estás escribiendo en."
Añada que en el punto de colección central allí será algoritmos especiales a bandera cualquier dato que no empareja hasta expectativas, números tan inusuales generarán contacto con el precinct para confirmación o corrección.
Szold Dijo, “Los resultados serán hechos disponibles casi en tiempo real. Los resultados vendrán a nosotros. Pasarán por que control interno hablaba aproximadamente y entonces serán publicados en un sitio web público con una vista de mapa de Iowa. Te Será capaz de ver resultados en el precinct nivel.”

### Proceso Demócrata de 2004
En 2004, las reuniones corrieron de 6:30 p.m. hasta que aproximadamente 8:00 p.m. encima enero 19, 2004, con una concurrencia de aproximadamente 124,000 caucus-goers. La convención de condado ocurrió encima Marcha 13, la convención de distrito encima abril 24, y la convención estatal encima junio 26. Los delegados podrían y cambió sus votos basaron en desarrollos más lejanos en la carrera; para caso, en 2004 los delegados prometieron a Dick Gephardt, quién dejó la carrera después del precinct caucuses, escogió un candidato diferente para apoyar en el condado, distrito, y nivel estatal.
El número de delegados cada candidato recibe finalmente determina cuántos delegados estatales de Iowa que el candidato tendrá en la Convención Nacional Democrática. Iowa envía 56 delegados al DNC fuera de un total 4,366.
De los 45 delegados que estuvo escogido a través del caucus sistema, 29 estuvo escogido en el nivel de distrito. Diez delegados eran en-delegados grandes, y seis era "dirigente de partido y oficial elegido" (PLEO) delegados; estos estuvieron asignados en la convención estatal. había también 11 otros delegados, ocho de quien estuvo nombrado de miembros de Comité Nacionales Democráticos locales - dos era PLEO los delegados y uno estuvo elegido en la convención Democrática estatal.
En 2014, el Iowa el Partido Demócrata anunció cambios al caucus sistema que dejará miembros del militares de participar en un statewide caucus y establecer satélite caucuses para el discapacitado y otros quiénes tienen problema haciendo lo a la ubicación física del caucuses. Ellos también trabajo para el paso de una ley nueva que requiere empresarios para dejar empleados para tomar tiempo fuera para el caucuses.

### Proceso de 2008
las Asambleas del Partido Demócrata de 2008 en Iowa tuvo lugar el 3 de enero a las 7 p.m. CT. Los candidatos gastaron decenas de millones de dólares en anuncios televisivos locales y centenares de personal pagado en docenas de oficinas de campo. Barack Obama (D) y Mike Huckabee (R) era los ganadores eventuales.

### Proceso de 2012
Las asambleas de 2012 tuvieron lugar el martes 3 de enero, empezando a las 7 p.m. CT. Presidente incumbente Barack Obama sólo oposición menor afrontada en el Democrático caucus y recibió 98% del voto, pero el Republicano caucus era fuertemente disputado entre varios challengers. Los resultados iniciales informaron que Mitt Romney batió fuera Rick Santorum por justo 8 votos, pero cuándo los resultados finales salieron dos semanas Rick más tardío Santorum aseguró la victoria sobre Romney por un margen de 34 votos con Ron Paul en un fuerte 3.º. Los resultados estuvieron certificados por el Caucus pero no por el partido Republicano quién lo declaró una decisión de ruptura debido a informes desaparecidos de 8 precincts, pero quién más tarde certificó el caucus como ganar para Santorum.
El caucus el ganador cambió todavía otra vez cuándo los totales de delegado del Iowa eran finalmente determinó dar Ron Paul el ganar junto con varios otros estados que fin de semana mismo.

## Ganadores pasados
Nota: los candidatos en negrita finalmente ganaron el nombramiento de su partido. Candidatos también en la cursiva posteriormente ganó la elección general.

### Demócratas
- 1972 (enero 24): "Uncommitted" (36%), Edmund Muskie (36%), George McGovern (23%), Hubert Humphrey (2%), Eugene McCarthy (1%), Shirley Chisholm (1%), y Henry M. Jackson (1%)[19]
- 1976 (enero 19): "Uncommitted" (37%), Jimmy Carter (28%) Birch Bayh (13%), Fred R. Harris (10%), Morris Udall (6%), Sargent Shriver (3%), y Henry M. Jackson (1%)
- 1980 (enero 21): Jimmy Carter (59%) y Ted Kennedy (31%)
- 1984 (febrero 20): Walter Mondale (49%), Gary Hart (17%), George McGovern (10%), Alan Cranston (7%), John Glenn (4%), Reubin De reojo (3%), y Jesse Jackson (2%)
- 1988 (febrero 8): Dick Gephardt (31%), Paul Simon (27%), Michael Dukakis (22%), y Bruce Babbitt (6%)
- 1992 (febrero 10): Tom Harkin (76%), "Uncommitted" (12%), Paul Tsongas (4%), Bill Clinton (3%), Bob Kerrey (2%), y Jerry Brown (2%)
- 1996 (febrero 12): Bill Clinton (98%), "Uncommitted" (1%), Ralph Nader (1%)
- 2000 (enero 24): Al Gore (63%) y Bill Bradley (37%)
- 2004 (enero 19): John Kerry (38%), John Edwards (32%), Howard Dean (18%), Dick Gephardt (11%), y Dennis Kucinich (1%)
- 2008 (enero 3): Barack Obama (38%), John Edwards (30%), Hillary Clinton (29%), Bill Richardson (2%), Joe Biden (1%)[20]
- 2012 (enero 3): Barack Obama (98%), "Uncommitted" (2%)[14]
- 2016 (febrero 1): Hillary Clinton (49,9%), Bernie Sanders (49,6%)

### Republicanos
- 1976 (enero 19): Gerald Ford (45%) y Ronald Reagan (43%)
- 1980 (enero 21): George H. W. Bush (32%), Ronald Reagan (30%), Howard Panadero (15%), John Connally (9%), Phil Crane (7%), John B. Anderson (4%), y Bob Dole (2%)
- 1984 (febrero 20): Ronald Reagan (unopposed)
- 1988 (febrero 8): Bob Dole (37%), Pat Robertson (25%), George H. W. Bush (19%), Jack Kemp (11%), y Pete Dupont (7%)
- 1992 (febrero 10): George H. W. Bush (unopposed)
- 1996 (febrero 12): Bob Dole (26%), Pat Buchanan (23%), Lamar Alexander (18%), Steve Forbes (10%), Phil Gramm (9%), Alan Keyes (7%), Richard Lugar (4%), y Morry Taylor (1%)
- 2000 (enero 24): George W. Bush (41%), Steve Forbes (31%), Alan Keyes (14%), Gary Bauer (9%), John McCain (5%), y Orrin Escotilla (1%)
- 2004 (enero 19): George W. Bush (unopposed)
- 2008 (enero 3): Mike Huckabee (34%), Mitt Romney (25%), Fred Thompson (13%), John McCain (13%), Ron Paul (10%), Rudy Giuliani (4%), y Duncan Hunter (1%)
- 2012 (enero 3): Rick Santorum (25%), Mitt Romney (25%), Ron Paul (21%), Newt Gingrich (13%), Rick Perry (10%), Michele Bachmann (5%), y Jon Huntsman (0.6%)[16]
- 2016 (febrero 1): Ted Cruz (27.6%), Donald Trump (24.3%), Marco Rubio (23,1%), Ben Carson (9,3%)

## Crítica
Democrático caucus participantes (aun así no Republicanos, cuyo caucuses voto por papeleta secreta) públicamente tiene que declarar su opinión y voto, dirigiendo a problemas naturales como peer presión de vecinos y vergüenza encima quién uno está preferido candidato podría ser. Los participantes son a menudo requeridos para escuchar a discursos de dirigentes políticos locales.
Un Iowa caucus puede durar alrededor dos horas, impidiendo personas quiénes tienen que trabajar, quiénes son enfermos, o quiénes tienen que cuidar de sus niños de lanzar su voto.
Cada cual precinct el voto puede ser pesado de manera diferente debido a su pasado votando registro. Los lazos pueden ser solucionados por elegir un nombre fuera de un sombrero o una moneda sencilla toss, dirigiendo para enfadar sobre la naturaleza democrática cierta de estos caucuses. Además, la representación del caucus ha tenido una concurrencia tradicionalmente baja. Otros cuestionan la característica permanente de habiendo caucuses en estados seguros, mientras perpetuamente ignorando el resto del país.
Argumentos a favor de caucuses incluir la creencia que favorecen más motivó participantes que papeletas sencillas. Además, muchos caucus-goers les considera más interesante debido a cuánto más interactivo son que un primarios. Uno otro argumento a favor es que caucus-goers consigue más información antes de hacer su voto, así que aquellos votando potencialmente será más educado sobre sus elecciones de candidato que primarios-goers. En 2016, cuando parte del Iowa Partido Democrático (IDP) continuando esfuerzo para expandir participación en el Iowa Democrático Precinct Caucuses, por primera vez nunca el partido aguantará un Tele-Caucus para los miembros militares que sirven fuera-de-estatales y Iowans viviendo en el extranjero. Además, el IDP es instituting Satélite Caucuses en 2016 para mejorar accesibilidad y participación en el Iowa Caucuses. Estos caucus las ubicaciones serán aguantadas en sitios diferentes del normales precinct caucus ubicaciones. La opción a anfitrión un Satélite Caucus será disponible a un grupo de Demócratas que quieren participar, pero es incapaz de atender su precinct caucus debido a trance (limitaciones de movilidad, distancia, o tiempo). La participación es abierta a @individual quiénes viven y/o trabajo en el Satélite Caucus sitio quién otherwise no sería capaz de participar en su regular precinct caucus debido a trance.